# Miguel Ángel Builes
Miguel Ángel Builes, né le 9 septembre 1888 à Don Matías et décédé le 29 septembre 1971 à Medellín est un prêtre catholique colombien, évêque du diocèse de Santa Rosa de Osos. Il est le fondateur de plusieurs instituts religieux dont l'institut des missions étrangères de Yarumal et les Sœurs missionnaires de sainte Thérèse de l'Enfant Jésus ; il est connu pour avoir donné une grande impulsion à son diocèse et pour avoir été controversé par ses prises de position contre le parti libéral colombien. Il est reconnu vénérable par l'Église catholique.

## Biographie
Miguel Ángel Builes est nommé évêque de Santa Rosa de Osos en 1924 par le pape Pie XI. Rapidement il prend position contre le parti libéral qu'il juge anticlérical et creusant les inégalités sociales, alors qu'une bonne partie du clergé colombien se montrait tolérant envers ce parti. Ses nombreuses prises de position le mettent au cœur de polémiques orchestrées par le parti libéral, le faisant considérer comme un conservateur. Il ouvre son archevêché aux pauvres de Santa Rosa, qui y trouvaient de la nourriture et parfois un logement temporaire.
En 1929, Mgr Builes fonde l'institut des Missionnaires xavériens de Yarumal et deux ans plus tard, la congrégation des Sœurs missionnaires de Sainte Thérèse de l'Enfant-Jésus. Ces deux instituts connaissent alors un grand succès en Colombie et se propagent à travers toute l'Amérique latine. Builes fonde une congrégation de religieuses contemplatives en 1939, lance la construction d'un important sanctuaire en 1950 : la Basilique Notre-Dame des Miséricordes, ordonne plus de 150 prêtres et établit 23 nouvelles paroisses. Il propage aussi la dévotion mariale dans son diocèse à travers différentes initiatives. 

## Béatification
Le 19 mai 2018, le pape François reconnait que Mgr Builes a vécu les vertus chrétiennes à un degré héroïque, lui attribuant ainsi le titre de vénérable, première étape avant la canonisation.

## Succession apostolique
Miguel Ángel Builes a ordonné les évêques suivants :
- Évêque Francisco Gallego Pérez (1953)
- Évêque Gustavo Posada Peláez (de), M.X.Y. (1953)
- Évêque Gerardo Valencia Cano, M.X.Y. (1953)